# پژمان پشتام
پژمان پشتام (زادهٔ ۲۱ دی ۱۳۷۲ در تهران ) کشتی‌گیر فرنگی‌کار عضو تیم ملی ایران است. او اصالتاً کُرد ایلام است. مربی سازنده او شربیانی مربی اهل شهرری است. پشتام دارنده مدال برنز وزن ۸۲ کیلوگرم مسابقات جهانی ۲۰۲۱ و مدال طلای مسابقات قهرمانی آسیا ۲۰۲۱ و مدال نقره مسابقات قهرمانی آسیا ۲۰۲۰ است.

## فعالیت حرفه‌ای ورزشی

### قهرمانی آسیا ۲۰۱۷
در وزن ۷۵ کیلوگرم پژمان پشتام در دور اول ربیع خلیل از فلسطین را با نتیجه ۸ بر صفر شکست داد. وی در دور بعد مقابل یانگ بین از چین با نتیجه ۲ بر ۲ باخت و با توجه به شکست این کشتی‌گیر مقابل حریف قزاقستانی پشتام از دور مسابقات کنار رفت.

### بازی‌های داخل سالن آسیا ۲۰۱۷
در وزن ۷۵ کیلوگرم پژمان پشتام در دور نخست با نتیجه ۸ بر صفر محمد مچیک از لبنان را مغلوب کرد و در دور دوم جفرسون ماناتاد از فیلیپین را با نتیجه ۸ بر صفر شکست داد. وی در دور سوم با نتیجه ۱۱ بر یک از سد مالیک خلیل از افغانستان گذشت و به نیمه نهایی رسید و در این مرحله هم تمرلان شادوکایف از قزاقستان را با نتیجه ۸ بر ۴ شکست داد و فینالیست شد. پشتام در مصاف فینال رودرروی ریدونگ ژانگ از چین قرار گرفت که با نتیجه ۳ بر یک پیروز شد و مدال طلا را به نام خود ثبت کرد.

### قهرمانی کشتی جهان ۲۰۱۸
پژمان پشتام پس از استراحت در دور نخست، در دور دوم مقابل دیمیتری پیشکوف از اوکراین با نتیجه ۴ بر ۳ مغلوب شد و با توجه به شکست این کشتی‌گیر در دور بعد، پشتام هم از دور مسابقات حذف شد.

### قهرمانی کشتی آسیا ۲۰۲۰
در وزن ۷۷ کیلوگرم در دور نخست با نتیجه ۳ بر یک از سد بهزاد عمراف از ازبکستان گذشت وی در دور بعد با نتیجه ۹ بر صفر مصلح الدین اوروکوف از تاجیکستان را مغلوب کرد و به مرحله نیمه نهایی راه یافت. وی در این مرحله در مصاف با رنات ایلیاز اولو از قرقیزستان با نتیجه ۵ بر صفر پیروز و به دیدار فینال راه یافت. پشتام در دیدار فینال به مصاف تامرلان شادوکایف از قزاقستان رفت و با نتیجه ۱۰ بر یک شکست خورد و به مدال نقره بسنده کرد.

### قهرمانی کشتی آسیا ۲۰۲۱
در وزن ۷۷ کیلوگرم پژمان پشتام در دور اول با نتیجه ۹ بر صفر کایراتبک توگولبایف از قرقیزستان را مغلوب کرد. وی با توجه به حضور نیافتن کشتی گیران عراقی و فلسطینی به پیروزی دست یافت و راهی مرحله نیمه نهایی شد.
پشتام در این مرحله با نتیجه ۷ بر ۷ مقابل سینگ گورپریت دارنده مدال نقره آسیا از هند به برتری دست یافت و راهی دیدار فینال شد. حریف وی در دیدار فینال دالر رضازاده از تاجیکستان بود که به روی تشک حاضر نشد و پشتام نیز صاحب مدال طلا شد.

### قهرمانی کشتی جهان ۲۰۲۱
پژمان پشتام در وزن ۸۲ کیلوگرم مسابقات قهرمانی جهان ۲۰۲۱ اسلو کشتی گرفت. پشتام در دور مقدماتی مقابل هرپریت سینگ از هند ۴ بر ۳ به برتری رسید. وی سپس ۷ بر ۲ طارق عبدالسلام از بلغارستان را برد و در سومین مبارزه مقابل رادیک کولیف از بلاروس ۳ بر یک به برتری رسید و راهی نیمه نهایی شد. در این مرحله مقابل برهان آکبوداک از ترکیه با نتیجه ۵ بر ۲ شکست خورد. پشتام در مسابقهٔ رده‌بندی لاسلو زابو از مجارستان را ۴–۰ شکست داد و به نشان برنز دست یافت.

### قهرمانی کشتی جهان ۲۰۲۲
در وزن ۸۲ کیلوگرم، پژمان پشتام بعد از استراحت در دور اول، در دور دوم با نتیجه ۲ بر یک کاراپت چالیان از ارمنستان را مغلوب کرد. وی در دور بعد و در مرحله یک چهارم‌نهایی با نتیجه ۵ بر ۲ مغلوب یاروسلاو فیلچاکوف از اوکراین شد و با توجه به شکست این کشتی‌گیر در مرحله نیمه نهایی، از در رقابت‌ها کنار رفت.